# Іхініо Моріньїґо
Іхініо Моріньїґо (ісп. Higinio Morínigo Martínez; 11 січня 1897 — 27 січня 1983) — президент Парагваю, диктатор з 1940 по 1948.

## Ранні роки
Моріньїґо народився в 1897 в Параґуарі. Його батьками були Хуан Альберто Моріньїґо, учасник битви при Акоста-Нью під час Парагвайської війни, і Пабла Мартінес, уродженка Віллети. Перші роки свого життя Іхініо провів у рідному місті, допомагаючи батькам, що займалися сільським господарством. У 1906 переїхав до Асунсьйону, де закінчив педагогічне училище, а згодом — Національний коледж.
У 1916 Моріньїґо вступив до Військової академії, яку закінчив у 1919 у званні молодшого лейтенанта. В умовах громадянської війни 1922-1923 років Моріньїґо утримався від участі в конфлікті. У 1926 підвищений до звання капітана.
10 грудня 1932 Моріньїґо одружився з Долорес Феррарі, яка народила трьох синів — Еміліо, Хуана Альберто і Ґільєрмо.

## Участь в Чакській війні та прихід в політику
На початку Чакської війни в 1932 Моріньїґо був директором школи офіцерів запасу. Пізніше — проведений в підполковники і спрямований в Перший армійський корпус в якості начальника штабу.
Брав участь в битві при Сентено-Ґондра, а в кінці війни був призначений начальником Генерального штабу з ініціативи президента Фелікса Пайви.
У травні 1940 Моріньїґо призначений військовим і морським міністром президентом Хосе Фелікс Естіґаррібія, а в червні того ж року проведений в бригадні генерали.

## Прихід до влади
7 вересня 1940 в авіакатастрофі загинув президент Естігаррібія. За прийнятою незадовго до цього новою Конституцією посада віцепрезидента була скасована, тому постало питання про спадкоємність влади. Відповідно до Конституції, кандидатуру нового президента мала запропонувати Державна Рада. Але в той же день, всупереч положенням Конституції, в резиденції генерала Ніколаса Дельгадо відбулася рада військових з метою обрати нового президента країни.
Ліберальна партія, яка на той момент була правлячою партією, не брала участі в цій зустрічі. Серед кандидатів були генерали Едуардо Вієра Торреані, Іхініо Морініго і Пауліно Антола. Після серйозних суперечок і за згодою армії переможцем став Моріньїґо, що був обраний тимчасовим президентом.

## Перші дії на посту президента
Прийшовши до влади, Моріньїґо пообіцяв дотримуватися Конституції 1940 і продовжити програму уряду свого попередника. Але незабаром для нього настав час продемонструвати свою рішучість в консолідації влади. В першу чергу необхідно було провести загальні вибори, щоб узаконити перебування Моріньїґо на посаді президента. Однак ці вибори не проводилися до 1943. Першим актом уряду Моріньїґо було врочисте посмертне присвоєння Естігаррібії звання маршала, після чого останки колишнього президента були поховані в Національному Пантеоні Героїв.
Моріньїґо намагався дистанціюватися від політичних партій, як ліберальної, так і фашистських і тоталітарних рухів того часу. Він зберіг кабінет свого попередника, який був складений в основному з лібералів, але незабаром посварився з міністрами, запідозривши їх у змові. У цій ситуації президент розпустив весь кабінет в кінці вересня 1940.
Новий кабінет Моріньїґо сформував наполовину з цивільних, наполовину з військових діячів. В ідеологічному плані режим Моріньїґо знайшов опору в русі «tiempistas», що виник навколо газети «El Tiempo» і складався з адвокатів, вчених і банкірів правого ухилу, що орієнтувалися на політику Салазара в Португалії і Франсиско Франко в Іспанії.
Газета виступала проти прихильників лібералізму і індивідуалізму, вважаючи їх нездатними розв'язувати національні проблеми. Серед видатних представників «tiempistas» були лікарі Луїс Арганья, Карлос Андраде, Селсо Веласкес, Сіґфрідо Гросс, Анібал Делмас та інші. Тим часом військові утворили рух Frente de Guerra, який симпатизував нацизму і захоплювався німецькою армією. Серед лідерів руху виділялися підполковник Вікторіано Бенітес Віра і полковники Бернардо Аранда і Пабло Станьї.

## Страйки та відносини з пресою
Серед найперших труднощів, з якими зіштовхнувся уряд Моріньїґо, була проблема профспілок, які вимагали поліпшення умов праці. Члени профспілок почали проводити систематичні загальні страйки, які швидко переросли в політичні, тобто спрямовані на відставку уряду Моріньїґо. Представники Парагвайської конфедерації працівників звинувачували Моріньїґо у профашистській орієнтації. Пізніше до страйків робітників приєдналися студентські організації.
Моріньїґо спочатку реагував на страйки м'яко і прагнув припинити демонстрації без репресивних заходів. Однак уже в жовтні 1940 він видав указ, що засновував на острові Пенья-Ермоза військову в'язницю, яка повинна була стати свого роду концентраційним табором для противників президента. Цей захід не знизив напруження страйкового руху, і Моріньїґо видав Указ № 4545 від 8 січня 1941, який дав повноваження Національному департаменту праці розпустити непокірні профспілки. Протягом одного року профспілки повинні були або припинити страйки, або бути готовими до репресій з боку держави. Зрештою ці заходи привели до закінчення страйків і нормалізації ситуації в країні.
Подібним чином Моріньїґо вчинив і з пресою. З початку страйкової кампанії він зрозумів, що контроль над пресою полегшує контроль над громадською думкою. Серед перших урядові репресії на собі відчула газета «El Pais»: постановою від 27 січня 1941 редактор газети Полікарпо Артаса, який був лібералом, був замінений на Леопольдо Рамоса, активного прихильника Моріньїґо.
22 жовтня того ж року Указом № 9351 був заснований Національний Департамент преси та пропаганди (DENAPRO), спрямований на контроль за всіма громадськими заходами. Преса, кіно, театр тепер повинні були попередньо узгоджувати свої ініціативи з Департаментом. Серед інших способів контролю за політичним середовищем застосовувалася смертна кара за зраду батьківщині.

## Розпуск Ліберальної партії
Ліберальна партія, хоча і пішла в опозицію з приходом Моріньїґо до влади, як і раніше була важливою політичною силою в межах Парагваю, тому була сприйнята президентом як перешкоду на шляху до побудови сильної націоналістичної держави. 21 квітня 1942 йому випала нагода позбутися лібералів. Міністр закордонних справ Болівії Енріке Фіно показав Моріньїґо переписку парагвайських засланців в Буенос-Айресі, які просили підтримки у Болівії з метою повалення уряду в 1937. Користуючись цим, Моріньїґо 25 квітня 1942 видав указ про оголошення Ліберальної партії поза законом. У 1943 Моріньїґо був обраний президентом на найближчі 5 років, але не зміг завершити свій термін. Між серпнем і вереснем 1946 в країні почалася так звана «Демократична Весна», серед іншого характеризувалася масовими демонстраціями в центрі Асунсьйона, і поверненням на батьківщину полковника Рафаеля Франко, лідера Ліберальної партії, і інших засланців політиків.
12 січня 1947 Моріньїґо зробив переворот шляхом розміщення членів Національної Республіканської асоціації (Партії Колорадо) на посадах міністрів свого уряду. Це стало причиною початку другої парагвайської громадянської війни, проти коаліції з лібералів, комуністів, лютністів і незалежних. 8 березня 1947 стався військовий заколот в гарнізоні Енкарнасьйон. За допомогою парамілітарних формувань Колорадо Guión Rojo та аргентинського втручання після декількох місяців боїв Моріньїґо вдалося здобути перемогу, і війна формально закінчилася у квітні того ж року. Проте, уряд був повалений за допомогою військового перевороту 3 червня 1948 членом Партії Колорадо Хуаном Мануелем Фрутосу. Моріньїґо був засланий в Аргентину до 1954, коли він зміг повернутися в країну.
Іхініо Моріньїґо помер в Асунсьйоні в 1983.